# Escualosa elongata
Escualosa elongata là một loài cá mòi (họ Clupeidae) trong chi Escualosa được mô tả bởi Thosaporn Wongratana vào năm 1983. Đó là một loài cá nhiệt đới được phát hiện tại Bangkok, Thái Lan, mặc dù hai mẫu vật đã được đánh bắt ở ngoài khơi bờ biển phía đông của Vịnh Thái Lan. Cá mòi được biết là bơi ở độ sâu tối đa 50 mét. Chiều dài tiêu chuẩn lớn nhất được biết đến của loài là 6,7 cm (2,64 inch). Nó được phân biệt với các loài chị em của nó, Escualosa thoracata (cá mai) với sự khac biệt bởi một cơ thể mảnh mai hơn, có được tên chung và cũng là một dải bạc trên sườn của nó.